# Bill Bruford
William Scott "Bill" Bruford (Anglia, Kent, Sevenoaks, 1949. május 17. –) angol dobos, aki erőteljes, precíz, poliritmikus játékáról ismert. Ő volt a nagy sikerű progresszív rock-együttes, a Yes eredeti dobosa, valamint a 70-es évek art rock mozgalmának egyik meghatározó figurája. Több más együttesben is dobolt, emellett számos zenész szólólemezein működött közre, ezek közül leghíresebbek a King Crimson, a Genesis és saját jazz-rock-fúziós együttese, a Bruford.
Tizenhárom évesen kezdett dobolni, stílusára főleg a jazz volt nagy hatással. Ez a hatás érezhető a korai Yes-albumokon és egész további munkásságán. A 70-es évek elején nagy sikerei voltak a Yes tagjaként: a Yestől az 1972-es Close to the Edge-ig minden lemezen játszott, végül ugyanebben az évben, az együttes történetének talán legnagyobb csúcspontján távozott.

## Életpályája

### Fiatalon
Mint azt később megmagyarázta, azért választotta a dobot, mint hangszert, mert fiatalon szombat esténként az 1960-as évek amerikai jazzdobosait figyelte a BBC TV műsorán. Ezek az adások fordították a fiatal Brufordot a dobok felé. Minden zenészt lenyűgözőnek és rejtélyesnek talált, de legfőképpen a dobosokat. Első ütőit nővérétől kapta ajándékba, majd, már iskolásként, vett néhány leckét Lou Pococktól, aki a Royal Philharmonic tagja volt, ezután különböző helyekről leste el a különféle technikákat.
Azt mondta, hogy sosem azért tanulta meg a játék egy elemét, mert ez volt a célja, hanem mert ha hallott egy számára addig ismeretlen elemet, azt ösztönösen beépítette stílusába, így oldva meg egy különös problémát. Ezt a tanulási módszert más hangszereknél is alkalmazta, és elismerte, hogy az ő technikája a "klasszikus amatőré", ami azt jelenti, hogy bár sok nagyon nehéz ütést ismer, tudásában vannak nagyobb rések is. Szerinte ez az amatörizmus segítség lehet néha, hiszen a gyenge pontjait meg tudja erősíteni ezáltal.
15 évesen találkozott későbbi feleségével, Carolynnal, akit 24 évesen vett el. Három gyermekük született: Alex (* 1977, a The Infadels dobosa), Holly (* 1979) és Jack (* 1986).

### A Yesben
A Yes első tagjainak többsége mind ugyanabban a házban lakott. Majdhogynem emberi jogaikban korlátozták őket, hiszen egy gyors értesítés esetén azonnal indulniuk kellett koncertet adni. Egyetlen lehetőségük volt személyes szabadságuk megélésére: ha néhány órára elhagyhatták az épületet. Bruford ezt egy tűzoltó életéhez hasonlította: csörög a telefon, ők lecsúsznak a bezsírozott mászórudakon, és indulnak zenélni.
Bár kívülről egységesnek látszott, volt "sötét oldala" is az együttesnek. A dobos visszaemlékezései szerint az első ott töltött időszaka heves vitákkal zajlott. Állandóak voltak az összeütközések a tagok közt, Bruford, Chris Squire és Jon Anderson folytonosan vitatkoztak. Később a három ember eltérő származásával magyarázták ezt. Bruford elismerte, hogy nagyon nehezen értette Anderson észak-angliai akcentusát, ráadásul az énekesnek megvolt a hajlama arra, hogy bonyolult mondatokban beszéljen, amiket senki sem értett meg (és amik később jelentősen befolyásolták a Yes dalszövegeit).
A tagok nem idegenkedtek az alkoholtól, de Bruford szerint nem volt kicsapongó az életstílusuk. Mindannyian sokat ittak, és gyakran látogatták a Speakeasy nevű londoni klubot, amit Roy Flynn, a menedzserük üzemeltetett. A szórakozóhely hajnali kettőig-háromig nyitva tartott, így ha az együttes egy százötven mérföldes körzeten belül játszott aznap este, akkor a koncertet követően még betértek a Speakeasy-be, ahol sok skót whisky-t és kólát elfogyasztottak.
1972-ben Bruford úgy érezte, hogy a Yes elérte történetének tetőpontját, amihez ő már nem tud semmit hozzátenni. Nem akart rengeteg időt tölteni a stúdióban olyan számokon gondolkozva és olyan albumok kiadásán fáradozva, amik szerinte eltörpülnek a Close to the Edge árnyékában. Távozásának fő oka az volt, hogy a próbák Squire-rel mindig el lettek halasztva, hiszen ő akkoriban mindig megvárakoztatta a többieket. A legelviselhetetlenebb az volt a számára, hogy várjon a basszusgitárosra, akiről így nyilatkozott: „Remek fickó, ebben biztos vagyok, ám azokban a napokban elkésett minden találkozóról, indulásról-érkezésről, felvételről.”
Bruford véleménye szerint ez a legfájdalmasabb sértés, amit egy zenész a másiktól kaphat, hiszen aki utoljára lép be a szobába, az felsőbbrendűséget sugároz a többiek irányába. Elmondása szerint "talán még mindig várnak" az akkori dolgokra. Egy koncert után tettlegességig fajult a vitájuk arról, hogy ki játszott rosszul: ökölre mentek egymással. Mindezek ellenére Bruford dobolt Squire első szólólemezén, az 1975-ös Fish Out of Water-en.

### A King Crimsonban
Bruford elfogadta Robert Fripp ajánlatát, és belépett a King Crimsonba, abba az együttesbe, amelyhez már régen szeretett volna csatlakozni. Megmutatta, hogy ösztönös érzéke van a nehéz zenei részek megtanulására, mikor a 21st Century Schizoid Man közepén található hosszú gitáros-ütőhangszeres részt kizárólag hallgatás útján megjegyezte és lejátszotta.
A dobos elismerte, hogy kottaolvasási készsége nem olyan erős, mint azt szeretné: „Megtanultam, hogyan kell olvasni a vízszintes vonalakat, de a függőlegeseket nem.” Ennek ellenére az évek során rengeteg kiváló írott kompozíció került ki kezei közül, bár kissé lassan ment neki a lejegyzésük.
Úgy tűnt, hogy a következő év során fel fog oszlani az együttes. A négy tag (Fripp, Wetton, Bruford, Cross) még felvett két albumot (Starless and Bible Black, USA, utóbbi koncertfelvétel), végül Cross nélkül adták ki a Red című lemezt. Sokan ezt az időszakot tartják a Crimson leginkább kísérleti időszakának. Fripp a Red kiadása után a feloszlatás mellett döntött.

### A Genesis koncertdobosaként
Bruford 1976-ban egy éven át a Genesis-szel turnézott. A koncertsorozat felvételeiből készült az együttes Seconds Out című élő albuma.
Eredetileg a Queen dobosát, Roger Taylort kérték fel, hogy vállalja el az ütőhangszeres feladatait, de tőle elutasító válasz érkezett, így Bruford, aki a Peter and the Wolf című animációs film zenéjének készítése közben már dolgozott együtt Phil Collinsszal, kapta meg a munkát.

### Szólókarrierje
Bruford az 1970-es évek végén alapította meg saját együttesét, amit egyszerűen Brufordnak hívtak. Kezdetben Dave Stewart billentyűs, Jeff Berlin basszusgitáros, Allan Holdsworth gitáros és Bruford alkották az együttest.
Az első lemezen (Feels Good to Me) Annette Peacock énekelt, Kenny Wheeler pedig dudán játszott. A második album, a One of a Kind már javarészt instrumentális volt. Ebben az időszakban felvettek két koncertalbumot is: elsőként a Bruford - Rock Goes to College-t (amit egy híres BBC-sorozatról neveztek el), ámbár ezt csak 2006-ban adták ki, másodikként pedig a The Bruford Tapes-t, amit eredetileg a WLIR rádióállomás sugározott. Itt John Clark gitáros felváltotta Holdsworth-t.
A Gradually Going Tornado-n Berlin volt az énekes.

### A UK-ben
Miután kiadta első lemezét szólóegyüttesével, John Wetton énekessel és basszusgitárossal - korábbi King Crimson-beli társával - együtt csatlakozott a UK-hez, ahol 1977-től 1978-ig zenélt. Kiadták sikeres debütálólemezüket UK címmel, majd az Amerikai Egyesült Államokban és Kanadában tettek egy koncertutat. Ezt követően Bruford kivált az együttesből és visszatért szólókarrierjéhez.
Az UK azért nevezhető fontosnak Bruford zenei állomásainak taglalásakor, mert a dobos korábbi és későbbi ismerősei megjelennek ott: Bruford (ütősök), Allan Holdsworth (gitár), valamint Eddie Jobson (billentyűsök) és John Wetton (basszus, vele Bruford a King Crimsonban is játszott). Ez a négyfős csapat adta ki az U. K. című lemezt (1978), majd Bruford és Holdsworth távozása után Terry Bozzioval együtt a Danger Money (1979) és a Night After Night (1979) koncertlemezt, rajta két új szerzeménnyel. És bár Bruford és Holdsworth távozott, a BRUFORD legprogresszívabb lemeze, az One of the Kind (1979) gyakorlatilag egyenes folytatása az 1978-as U. K.-lemeznek (Bruford szempontjából).

### Az Earthworks
1986-ban újabb saját együttest alapított Earthworks néven, ezzel teljesen a jazz irányába fordult. Az Earthworks tagjai Brufordon kívül Django Bates billentyűs és Iain Ballamy szaxofonos.
Bruford talán két dologról a leghíresebb: arról, hogy forradalmasította a dobolást a Simmons elektromos dobkészlet használatán keresztül, emellett "dallamos" dobolásáról, bár az utóbbi években visszatért a hagyományos akusztikus szetthez. Miközben együttesében alkotói szabadsága volt, folytatta közös munkáit más zenészekkel, így például az egykori Yes-billentyűssel, Patrick Morazzal, akivel a 80-as évek alatt két albumot is készített; és a basszusgitáros Tony Levinnel. Az elmúlt években leginkább az Earthworksre koncentrál, különösen azóta, hogy ismét otthagyta a King Crimsont (ezáltal véget vetve az együttes "dupla trió"-kísérletének).
2003. május 15-én adott egy interjút a The San Diego Union-Tribune-nek, ahol a következőket mondta: „Egy rockzenész vakáción – ez a kép alakult ki bennem önmagamról, de számomra átok ez a kép. Ez ellen készítettem nyolc lemezt az Earthworks-szel.” Úgy írja le az együttes zenéjét, mint „a társadalmi találkozás zenéje, amikor egy másik fickónak a szemébe nézel, keresztül a szobán, majd hirtelen megszólalsz: 'Egy, két, há, négy' – és a zene elkezdődik. Ebben lelem örömömet.”

## Diszkográfia

### Yes
- Yes (1969)
- Time and a Word (1970)
- The Yes Album (1971)
- Fragile (1972)
- Close to the Edge (1972)
- Yessongs (1973, élő)
- Union (1991)

### King Crimson
- Larks' Tongues in Aspic (1973)
- Starless and Bible Black (1974)
- Red (1974)
- USA (1975, élő)
- Discipline (1981)
- Beat (1982)
- Three of a Perfect Pair (1984)
- VROOOM (1994)
- THRAK (1995)
- B'Boom: Live in Argentina (1995, élő)
- THRaKaTTaK (1996, élő)
- VROOOM VROOOM (2001, élő)

### Chris Squire
- Fish Out of Water (1975)

### Absolute Elsewhere
- In Search Of Ancient Gods (1976)

### UK
- U.K. (1978)

### Bruford
- Feels Good to Me (1978)
- One of a Kind (1979)
- Bruford - Rock Goes To College (1979 - kiadva 2006-ban)
- Gradually Going Tornado (1980)
- The Bruford Tapes (1980, válogatás)
- Master Strokes: 1978–1985 (1986, válogatás)

### Genesis
- Seconds Out (1977, élő)
- Three Sides Live (1982, élő)
- Genesis Archive 2: 1976–1992 (2000)

### Duó Patrick Morazzal
- Music for Piano and Drums (1983)
- Flags (1985)

### Anderson, Bruford, Wakeman, Howe
- Anderson Bruford Wakeman Howe (1989)
- An Evening of Yes Music Plus (1993)

### Duó Steve Howe-val
- The Symphonic Music of Yes (1993)

### Earthworks
- Earthworks (1987)
- Dig? (1989)
- All Heaven Broke Loose (1991)
- Stamping Ground: Bill Bruford's Earthworks Live (1994, élő)
- Heavenly Bodies (1997, válogatás)
- A Part & Yet Apart (1999)
- Sound of Surprise (2001)
- Upper Extremities (2001)
- Footloose and Fancy Free (2002, élő)
- Random Acts of Happiness (2004, élő)

### A The New Percussion Group of Amsterdammal
- Go Between (1987)

### Bruford Ralph Townerrel és Eddie Gomezzel
- If Summer Had Its Ghosts (1997)

### Bruford Levin Upper Extremities
- Bruford Levin Upper Extremities (1998)
- B.L.U.E. Nights (2000, élő)

### Tim Garlanddal
- Random Acts of Happiness (2004)
- Earthworks Underground Orchestra (2006)

### Michiel Bortslap-pel
- Every Step a Word, Every Word a Song (2004)

### David Tornnal
- Cloud About Mercury (1986)

### Kazumi Watanabével
- The Spice Of Life (1987)
- The Spice Of Life Too (1988)